# Persone di nome Cornelis
| Questa pagina contiene informazioni ricavate automaticamente dalle voci biografiche con l'ausilio del template Bio e di un bot. L'aggiornamento è periodico e automatico e ricostruisce completamente la pagina. Se manca una persona in questa lista, sei pregato di non aggiungerla, ma accertati piuttosto che la sua voce biografica contenga il template Bio e che i dati anagrafici siano correttamente compilati. Se il template Bio manca, inseriscilo tu stesso o, in alternativa, metti l'avviso {{tmp\|Bio}} che ne segnala la mancanza. Se i dati riportati sono sbagliati, correggi direttamente la voce biografica; le modifiche saranno visibili in questa lista entro pochi giorni. Per chiarimenti vedi il progetto antroponimi. La lista contiene solo le 101 persone che sono citate nell'enciclopedia e per le quali è stato implementato correttamente il template Bio. Pagina aggiornata al 16 ott 2024. |

Questa è una lista di persone presenti nell'enciclopedia che hanno il prenome Cornelis, suddivise per attività principale.

## Allenatori di calcio(2)
- Cor Brom, allenatore di calcio olandese (Amsterdam, n. 1932 - † 2008)
- Cees Lok, allenatore di calcio, dirigente sportivo e ex calciatore olandese (Emmeloord, n. 1966)

## Ammiragli(1)
- Cornelis Tromp, ammiraglio olandese (Rotterdam, n. 1629 - Amsterdam, † 1691)

## Aracnologi(1)
- Cor Vink, aracnologo e entomologo neozelandese (Christchurch)

## Architetti(3)
- Cornelis Danckerts de Rij, architetto e scultore olandese (Amsterdam, n. 1561 - Amsterdam, † 1634)
- Cornelis Floris de Vriendt, architetto fiammingo (Anversa, n. 1514 - Anversa, † 1575)
- Cornelis van Eesteren, architetto e urbanista olandese (Alblasserdam, n. 1897 - Aldaar, † 1988)

## Avvocati(2)
- Cornelis Chardon, avvocato olandese (n. 1919 - Campo di concentramento di Helmstedt-Beendorf, † 1945)
- Cornelis Hoen, avvocato e teologo olandese (L'Aia, n. 1440 - L'Aia, † 1524)

## Banchieri(1)
- Cornelis Hirschman, banchiere e dirigente sportivo olandese (Medan, n. 1877 - Amsterdam, † 1951)

## Botanici(1)
- Cornelis Kalkman, botanico olandese (Delft, n. 1928 - Leida, † 1998)

## Calciatori(11)
- Kees de Boer, calciatore olandese (Volendam, n. 2000)
- Kees Kist, ex calciatore olandese (Steenwijk, n. 1952)
- Kees Krijgh, calciatore olandese ('s-Hertogenbosch, n. 1921 - 's-Hertogenbosch, † 2007)
- Kees Kwakman, ex calciatore olandese (Purmerend, n. 1983)
- Kees Mijnders, calciatore olandese (Eindhoven, n. 1912 - † 2002)
- Keje Molenaar, ex calciatore olandese (Volendam, n. 1958)
- Kees Pijl, calciatore e allenatore di calcio olandese (Oosterhout, n. 1897 - Rotterdam, † 1973)
- Kees Rijvers, calciatore e allenatore di calcio olandese (Breda, n. 1926 - Breda, † 2024)
- Pier Tol, ex calciatore olandese (Volendam, n. 1958)
- Kees van der Tuijn, calciatore olandese (Schiedam, n. 1924 - Schiedam, † 1974)
- Kees van der Zalm, calciatore olandese (Loosduinen, n. 1901 - Morwell, † 1957)

## Canoisti(1)
- Kees Wijdekop, canoista olandese (Amsterdam, n. 1914 - Purmerend, † 2008)

## Canottieri(1)
- Niels van der Zwan, ex canottiere olandese (Scheveningen, n. 1967)

## Cantautori(1)
- Cornelis Vreeswijk, cantautore olandese (IJmuiden, n. 1937 - Stoccolma, † 1987)

## Cartografi(1)
- Cornelis Claesz, cartografo e editore olandese (n. 1546 - † 1609)

## Cestisti(2)
- Kees Akerboom, ex cestista olandese (Haarlem, n. 1952)
- Cees van Rootselaar, ex cestista e allenatore di pallacanestro olandese (Den Helder, n. 1966)

## Ciclisti su strada(3)
- Cees Lute, ciclista su strada olandese (Castricum, n. 1941 - Alkmaar, † 2022)
- Kees Pellenaars, ciclista su strada olandese (Terheijden, n. 1913 - Breda, † 1988)
- Cees Priem, ex ciclista su strada olandese (Ovezande, n. 1950)

## Compositori(1)
- Cornelis Dopper, compositore e direttore d'orchestra olandese (Stadskanaal, n. 1870 - Amsterdam, † 1939)

## Compositori di scacchi(1)
- Cornelis Goldschmeding, compositore di scacchi olandese (Amsterdam, n. 1927 - Amsterdam, † 1995)

## Criminali(1)
- Cor van Hout, criminale olandese (Amsterdam, n. 1957 - Amstelveen, † 2003)

## Esploratori(2)
- Cornelius Jacobsen May, esploratore e politico olandese (Hoorn)
- Cornelis de Houtman, esploratore e navigatore olandese (Gouda, n. 1565 - Aceh, † 1599)

## Filosofi(1)
- Cornelis de Pauw, filosofo e geografo olandese (Amsterdam, n. 1739 - Xanten, † 1799)

## Giocatori di calcio a 5(1)
- Kees Thies, ex giocatore di calcio a 5 olandese (n. 1976)

## Giuristi(1)
- Cornelis van Bynkershoek, giurista olandese (Middelburg, n. 1673 - L'Aia, † 1743)

## Incisori(7)
- Cornelis Bloemaert II, incisore e disegnatore olandese (Utrecht, n. 1603 - Roma, † 1692)
- Cornelis van Dalen I, incisore, disegnatore e pittore olandese (n. 1602 - Amsterdam, † 1665)
- Cornelis van Dalen II, incisore, pittore e disegnatore olandese (Amsterdam, n. 1638 - † 1664)
- Cornelis Galle il Giovane, incisore fiammingo (Anversa, n. 1615 - Anversa, † 1678)
- Cornelis Galle il Vecchio, incisore fiammingo (Anversa, n. 1576 - † 1650)
- Cornelis van Kittensteyn, incisore e disegnatore olandese (Delft, n. 1598 - Haarlem, † 1652)
- Cornelis de Visscher II, incisore, disegnatore e pittore olandese (Haarlem, n. 1628 - Amsterdam, † 1658)

## Ingegneri(1)
- Cornelis Jansz Mejjer, ingegnere olandese (Amsterdam, n. 1629 - Roma, † 1701)

## Maratoneti(1)
- Cor Vriend, ex maratoneta olandese (Eindhoven, n. 1949)

## Mercanti(1)
- Cornelis van der Geest, mercante (n. 1575 - † 1638)

## Microbiologi(1)
- Cornelis Bernardus van Niel, microbiologo olandese (Haarlem, n. 1897 - Carmel-by-the-Sea, † 1985)

## Musicisti(1)
- Kees Vlak, musicista e compositore olandese (Amsterdam, n. 1938 - Schoorl, † 2014)

## Organisti(1)
- Cornelis Helmbreker, organista e compositore olandese (n. 1590 - Haarlem, † 1654)

## Pallanuotisti(2)
- Kees van Aelst, pallanuotista olandese (L'Aia, n. 1916 - Utrecht, † 2000)
- Cees Leenheer, pallanuotista olandese (Weesp, n. 1906 - Zwolle, † 1979)

## Partigiani(1)
- Cornelis Pieter van den Hoek, partigiano olandese (Leerdam, n. 1921 - Werkendam, † 2015)

## Pattinatori di velocità su ghiaccio(2)
- Kees Broekman, pattinatore di velocità su ghiaccio olandese (De Lier, n. 1927 - Berlino, † 1992)
- Kees Verkerk, ex pattinatore di velocità su ghiaccio olandese (Puttershoek, n. 1942)

## Pistard(1)
- Cor Schuuring, ex pistard olandese (Amsterdam, n. 1942)

## Pittori(28)
- Cornelis de Bruijn, pittore, scrittore e viaggiatore olandese (L'Aia, n. 1652)
- Cornelis Saftleven, pittore, incisore e disegnatore olandese (Gorinchem, n. 1607 - Rotterdam, † 1681)
- Cornelis Anthonisz, pittore olandese (Amsterdam, n. 1499 - Amsterdam, † 1553)
- Cornelis Bega, pittore e incisore olandese (Haarlem, n. 1620 - Haarlem, † 1664)
- Cornelis Bisschop, pittore olandese (Dordrecht, n. 1630 - Dordrecht, † 1674)
- Cornelis Janssens van Ceulen, pittore olandese (Londra - Utrecht, † 1661)
- Cornelis van Haarlem, pittore e artista olandese (Haarlem, n. 1562 - Haarlem, † 1638)
- Cornelis Cort, pittore e incisore olandese (Hoorn, n. 1530 - Roma, † 1578)
- Cornelis van Dalem, pittore fiammingo († 1573)
- Cornelis Decker, pittore olandese (Haarlem, † 1678)
- Cornelis Jacobsz Delff, pittore olandese (Gouda, n. 1571 - Delft, † 1643)
- Kees van Dongen, pittore olandese (Delfshaven, n. 1877 - Monte Carlo, † 1968)
- Cornelis Dusart, pittore, disegnatore e incisore olandese (Haarlem, n. 1660 - Haarlem, † 1704)
- Cornelis Engebrechtsz, pittore olandese (Leida - Leida, † 1527)
- Cornelis Norbertus Gysbrechts, pittore fiammingo (Anversa)
- Cornelis de Heem, pittore olandese (Leida, n. 1631 - Anversa, † 1695)
- Cornelis Huysmans, pittore tedesco (Anversa, n. 1648 - Mechelen, † 1727)
- Cornelis Ketel, pittore olandese (Gouda, n. 1548 - Amsterdam, † 1616)
- Cornelis de Man, pittore olandese (Delft, n. 1621 - Delft, † 1706)
- Cornelis Matsys, pittore e incisore fiammingo (Anversa)
- Cornelis Ploos van Amstel, pittore olandese (Amsterdam, n. 1726 - Amsterdam, † 1798)
- Cornelis van Poelenburch, pittore olandese (Utrecht - Utrecht, † 1667)
- Cornelis Schut I, pittore, disegnatore e incisore fiammingo (Anversa, n. 1597 - Anversa, † 1655)
- Cornelis Smet, pittore fiammingo (Malines - Napoli, † 1592)
- Cornelis de Vos, pittore fiammingo (Hulst, n. 1585 - Anversa, † 1651)
- Cornelis Willaerts, pittore olandese (Utrecht, n. 1600 - Utrecht, † 1666)
- Cornelis de Wael, pittore fiammingo (Anversa, n. 1592 - Roma, † 1667)
- Cornelis van Lelienbergh, pittore olandese

## Poeti(1)
- Cornelis de Bie, poeta, retore e giurista belga (Lier, n. 1627 - † 1715)

## Politici(7)
- Cornelis Backer, politico olandese (Groninga, n. 1798 - Zwolle, † 1864)
- Cornelis Berkhouwer, politico olandese (Alkmaar, n. 1919 - Alkmaar, † 1992)
- Cornelis de Graeff, politico olandese (Amsterdam, n. 1599 - Amsterdam, † 1664)
- Cornelis Lely, politico e ingegnere olandese (Amsterdam, n. 1854 - L'Aia, † 1929)
- Cornelis van Maanen, politico olandese (L'Aia, n. 1769 - L'Aia, † 1846)
- Cornelis Nagtglas, politico olandese (Utrecht, n. 1814 - Harderwijk, † 1897)
- Cornelis de Witt, politico olandese (Dordrecht, n. 1623 - L'Aia, † 1672)

## Presbiteri(1)
- Cornelis Musius, presbitero e poeta olandese (Delft, n. 1500 - Leida, † 1572)

## Psicologi(1)
- Cornelis George Boeree, psicologo statunitense (Badhoevedorp, n. 1952 - Shippensburg, † 2021)

## Scrittori(1)
- Cees Nooteboom, scrittore olandese (L'Aia, n. 1933)

## Scultori(1)
- Cornelis van der Beck, scultore fiammingo (Mechelen - Bamberga, † 1694)

## Storici delle religioni(1)
- Cornelis Petrus Tiele, storico delle religioni e teologo olandese (Leida, n. 1830 - † 1902)

## Vescovi cattolici(1)
- Cornelis Richard Anton van Bommel, vescovo cattolico olandese (Leida, n. 1790 - † 1852)

## Senza attività specificata(1)
- Anton de Kom,  surinamese (Paramaribo, n. 1898 - † 1945)